# Március 12.
Március 12. az év 71. (szökőévben 72.) napja a Gergely-naptár szerint. Az évből még 294 nap van hátra.
Névnapok: Gergely + Domán, Egbert, Engelhard, Gergő, Gerő, Györe, György, Györk, Györke, Ince, Maximilián, Miksa, Misa, Szibill, Szibilla, Teofánia, Tifani

## Események

### Politikai események
- 1393 – A Széchy család effektíven is elnyeri a kegyúri jogokat a szentgotthárdi ciszterci apátság felett.
- 1537 – Elesik Dalmáciában Klissza és török kézre kerül.
- 1881 – Franciaország elfoglalja Tunéziát, tovább növelve gyarmatbirodalmát.
- 1917 – Oroszországban győz a polgári forradalom (Februári forradalomnak nevezik, mert a juliánus naptár szerint február 23-ára esett).
- 1938 – Német csapatok bevonulnak Ausztriába megtörténik az Anschluss.
- 1940 – Békekötéssel ér véget a finn-orosz háború.
- 1946 – Kivégzik Szálasi Ferencet.
- 1947 – Truman-doktrína elkötelezi az Egyesült Államokat amellett, hogy Európában vagy másutt beavatkozzék a kommunista vagy kommunista támogatású mozgalmakkal szemben.
- 1990 – A Veszprém megyei Hajmáskéren állomásozó harckocsizó alakulat elindításával megkezdődik a szovjet csapatok kivonulása Magyarországról.
- 1999 – Magyarország csatlakozik a NATO-hoz.
- 2003 – Meggyilkolják Zoran Đinđić (Зоран Ђинђић) szerb miniszterelnököt.
- 2008
  - A Budapesti Katonai Ügyészség vádat emel hatrendbeli szolgálati visszaélés vétsége miatt Gergényi Péter nyugállományú rendőr vezérőrnagy ellen.
  - Lemond Eliot Spitzer, New York állam demokrata párti kormányzója, miután a republikánus ellenzék alkotmányos vádeljárással fenyegeti meg.
  - A Fővárosi Bíróságon dulakodás támad a Magyar Gárda több tagja az Országos Cigány Önkormányzat képviselői között, a Gárda feloszlatására kezdeményezett per első tárgyalása előtt.

### Tudományos és gazdasági események
- 1989 - A 33 éves Tim Berners-Lee szoftvermérnök a svájci CERN részecskefizikai kutatóintézet munkatársaként beadott egy tervet munkáltatójának: ebben leírta, hogyan kommunikálhatnának egymással a távoli számítógépek. Ennek alapján a későbbiekben megalkotta a HTML nyelv első változatát, a weboldalak adatátvitelére szolgáló HTTP protokollt, és a világ első böngészőjét WorldWideWeb.app (WWW) néven - ez utóbbi egyszerre volt képes megnézni mások weboldalait és szerkeszteni is a sajátokat.[1][2]

### Kulturális események

#### Irodalmi, színházi és filmes események
- 1821 – Kolozsváron megnyitják a Farkas utcai kőszínházat, a legelső magyar színházépületet.[3]

### Sportesemények
Labdarúgás
- 1902 – megalakul a Debreceni VSC elődje, az Egyetértés Football Club

Formula–1
- 2000 –  ausztrál nagydíj, Melbourne - Győztes: Michael Schumacher  (Ferrari)
- 2006 –  bahreini nagydíj, Sakhir - Győztes: Fernando Alonso  (Renault)

### Egyéb események
- 1879 – Szegedi nagy árvíz: Hajnali két órakor a Tisza betör Szegedre. Csaknem az egész város elpusztul, mindössze a Palánk környéke marad szárazon

## Születések
- 1270 – Charles de Valois a Valois-ház alapítója († 1325)
- 1479 – Giuliano de’ Medici, Nemours hercege Firenze ura († 1516)
- 1613 - André Le Nôtre francia kertépítész, a franciakert kerttípusának megteremtője († 1700)
- 1672 – Sir Richard Steele angol író, lapszerkesztő († 1729)
- 1685 – George Berkeley brit empirista filozófus, teológus és püspök († 1753)
- 1703 – Amade László magyar költő († 1764)
- 1783 – Kőszeghi-Mártony Károly magyar építőmérnök, hadmérnök, a sűrített levegős légzőkészülék és a gulyáságyú feltalálója († 1848)
- 1810 – Hunfalvy Pál magyar nyelvész, etnológus, történetíró († 1891)
- 1817 – Gyürky Antal magyar borász, borászati és közgazdasági szakíró († 1890)
- 1824 – Gustav Robert Kirchhoff német fizikus († 1887)
- 1836 – Paulay Ede magyar színész, rendező, műfordító († 1894)
- 1847 – Schulhof Lipót magyar származású francia csillagász († 1921)
- 1860 – Munkácsi Bernát nyelvész, finnugrista, turkológus, orientalista, néprajztudós († 1937)
- 1863 – Gabriele D’Annunzio olasz költő, író, esszéista, publicista, politikus († 1938)
- 1865 – Tutsek Anna ifjúsági író († 1944)
- 1881 – Mustafa Kemal Atatürk török katonatiszt, politikus, államférfi, a modern Törökország megalapítója († 1938)
- 1883 – Jávorka Sándor Kossuth-díjas botanikus, az MTA tagja († 1961)
- 1886 – Herczeg Jenő magyar színész, rendező († 1961)
- 1910 – Lékai László magyar bíboros, prímás, esztergomi érsek († 1986)
- 1911 – Kiss Manyi Kossuth- és Jászai Mari-díjas magyar színésznő († 1971)
- 1913 – Duke Nalon (Dennis Nalon) amerikai autóversenyző († 2001)
- 1915 – Fejes Tóth László magyar matematikus, az MTA tagja († 2005)
- 1921 – Ney András erdélyi matematikus († 2010).
- 1922 – Jack Kerouac amerikai író († 1969)
- 1923 – Oláh György Jászai Mari-díjas magyar színész, a debreceni Csokonai Nemzeti Színház örökös tagja († 1997)
- 1928 – Edward Albee amerikai drámaíró (Nem félünk a farkastól) († 2016)
- 1931 – Józef Tischner lengyel áldozópap, teológus és filozófus († 2000)
- 1933 – Lelkes Dalma magyar színésznő († 1980)
- 1934 – Deme Gábor Balázs Béla-díjas magyar dramaturg, színész († 1984)
- 1934 – Moldova György Kossuth-díjas magyar író, újságíró († 2022)
- 1935 – Havas Ferenc Kossuth- és Liszt Ferenc-díjas magyar táncművész, a Halhatatlanok Társulatának örökös tagja, főiskolai tanár († 2007)
- 1935 – Nádai Béla magyar fizikus, természetvédő, cserkészvezető († 2013)
- 1936 – Dávid Ágnes magyar színésznő
- 1937 – Horváth Zoltán magyar olimpiai bajnok vívó
- 1943 – John McNicol dél-afrikai autóversenyző († 2001)
- 1943 – Ratko Mladić szerb tábornok
- 1946 – Liza Minnelli Oscar- és Golden Globe-díjas amerikai színésznő
- 1947 – Fenyő Miklós magyar rock and roll énekes, zenekarvezető, gitáros, a Hungária együttes alapítója
- 1948 – Dienes Gábor magyar festőművész († 2010)
- 1953 – Ron Jeremy amerikai pornósztár és rendező
- 1962 – Tisza Bea magyar bábművész, színésznő
- 1975 – Kricsár Kamill magyar színész
- 1979 – Pete Doherty brit énekes
- 1981 – Peter Waterfield olimpiai ezüstérmes brit műugró
- 1986 – Danny Jones brit énekes
- 1989 – Jevgenyij Dadonov orosz jégkorongozó
- 1994 – Mészáros Martin magyar színész
- 1995 – Andrea Chiarabini olasz műugró

## Halálozások
- 604 – I. Gergely pápa, a 64. római pápa (* 540 körül)
- 1537 – Krusics Péter horvát várkapitány, Klissza alatt esik el a törökök ellen vívott csatában (* ?).
- 1733 – Rajcsányi János jezsuita vallástudós (* 1670)
- 1790 – Gróf Hadik András császári és királyi tábornok (* 1710)
- 1834 – Karl Wilhelm Feuerbach amatőr matematikus, tanár, a Feuerbach-körről szóló híres tétel bizonyítója (* 1800)
- 1858 – Schöpf-Merei Ágost magyar orvos, gyermekgyógyász (* 1804)
- 1869 – Ambrózy Mátyás magyar evangélikus lelkész (* 1797)
- 1894 – Paulay Ede magyar színész, rendező, műfordító (* 1836)
- 1898 – Johann Jakob Balmer svájci matematikus (* 1825)
- 1905 – Rudolf von Alt osztrák festőművész, a vedutafestés népszerű képviselője (* 1812)
- 1915 – Márkus József Budapest főpolgármestere (* 1852)
- 1919 – Lawrence Lambe kanadai geológus és paleontológus (* 1863)
- 1925 – Szun Jat-szen (孫逸仙), kínai forradalmi politikai vezető, a Kuomintang alapítója, 1912-től a Kínai Köztársaság első elnöke (* 1866)
- 1928 – Bársony István újságíró, író (* 1855)
- 1937
  - Hubay Jenő magyar hegedűművész, zeneszerző (* 1858)
  - Charles-Marie Widor francia orgonaművész, zeneszerző, zenepedagógus (* 1844)
- 1946 – Szálasi Ferenc nemzetiszocialista politikus, több nyilaskeresztes és hungarista párt és mozgalom megalapítója, Magyarország „Nemzetvezetője” 1944–1945 között (* 1897)
- 1956 – Bolesław Bierut lengyel kommunista politikus, Sztálin követője, pártfőtitkár, az Államtanács elnöke (* 1892)
- 1978 – John Cazale amerikai színész  (* 1935)
- 1979 – Vaszy Viktor magyar zeneszerző, karmester (* 1903)
- 1980 – Gerő Ernő kommunista politikus, a Magyar Dolgozók Pártjának első titkára (* 1898)
- 1983 – Ráday Imre magyar színész, rendező, érdemes és kiváló művész (* 1905)
- 1985 – Eugene Ormándy (Ormándy Jenő) magyar származású amerikai karmester (* 1899)
- 1996 – Kállai Gyula magyar kommunista politikus, 1965 és 1967 között miniszterelnök (* 1910)
- 1997 – Holl Béla piarista szerzetes, irodalomtörténész (* 1922)
- 1999 – Sir Yehudi Menuhin hegedűművész (* 1916)
- 2001 – Fasang Árpád magyar karnagy (* 1912)
- 2003 – Howard Fast amerikai zsidó író, forgatókönyvíró (* 1914)
- 2003 – Kőváry Károly piarista szerzetes, matematikatanár, iskolaigazgató (* 1923)
- 2003 – Zoran Đinđić szerb politikus, Szerbia miniszterelnöke (* 1952)
- 2007 – Lehoczki István Pulitzer-díjas magyar karikaturista, grafikus (* 1950)
- 2008 – Németh Károly magyar kommunista politikus, 1987–1988 között az Elnöki Tanács elnöke (* 1922)
- 2021 – Nicolae Dabija román származású moldáv író, irodalomtörténész (* 1948)

## Nemzeti ünnepek, emléknapok, világnapok
- Grækarismessa (Szent György miséje): Feröer-szigeteki nemzeti ünnep, az ország nemzeti madarának, a csigaforgatónak a hagyományos hazatérését ünneplik az ország fővárosában, Tórshavnban.
- Mauritius : függetlenség kikiáltása az Egyesült Királyságtól (1968. március 12.)
- Gabon: a megújhodás napja